# Sudamericano Juvenil B de Rugby 2016
El Sudamericano Juvenil B de Rugby del 2016, fue la novena edición del torneo que anualmente fiscaliza Sudamérica Rugby. Después de 2 años la competición regresa a suelo peruano, Chiclayo, en el norte de ese país, fue la ciudad responsable de organizar el certamen y los juegos se disputaron en la primera cancha de césped artificial de Sudamérica certificada por World Rugby en 2013, en el Colegio San José Chiclayo. Fue la tercera edición consecutiva que contó con la participación de las Serpientes M18

## Equipos participantes
- Selección juvenil de rugby de Colombia (Tucanes M18)
- Selección juvenil de rugby de Perú (Tumis M18)
- Selección juvenil de rugby de Venezuela (Orquídeas M18)

Selección invitada de Rugby Americas North
- Selección juvenil de rugby de México (Serpientes M18)

## Posiciones
| Pos. | Equipo    | Encuentros | Encuentros | Encuentros | Encuentros | Tantos  | Tantos    | Tantos     | Puntos |
| Pos. | Equipo    | jugados    | ganados    | empatados  | perdidos   | a favor | en contra | diferencia | Puntos |
| ---- | --------- | ---------- | ---------- | ---------- | ---------- | ------- | --------- | ---------- | ------ |
| 1    | Colombia  | 3          | 3          | 0          | 0          | 170     | 24        | +146       | 9      |
| 2    | México    | 3          | 2          | 0          | 1          | 123     | 32        | +91        | 6      |
| 3    | Perú      | 3          | 1          | 0          | 2          | 31      | 119       | -88        | 3      |
| 4    | Venezuela | 3          | 0          | 0          | 3          | 10      | 159       | -149       | 0      |

Nota: Se otorgan 3 puntos al equipo que gane un partido, 1 al que empate y 0 al que pierda

## Resultados

### Primera fecha[7]
| 21 de agosto | México | 59 - 5  | Venezuela |  |  |
|              |        | Reporte |           |  |  |

| 21 de agosto | Perú | 0 - 74  | Colombia |  |  |
|              |      | Reporte |          |  |  |

### Segunda fecha[8]
| 24 de agosto | Perú | 0 - 40  | México |  |  |
|              |      | Reporte |        |  |  |

| 24 de agosto | Colombia | 69 - 0  | Venezuela |  |  |
|              |          | Reporte |           |  |  |

### Tercera fecha
| 27 de agosto | Perú | 31 - 5  | Venezuela |  |  |
|              |      | Reporte |           |  |  |

| 27 de agosto | Colombia | 27 - 24 | México |  |  |
|              |          | Reporte |        |  |  |

| Bandera de Colombia |
| Campeón Colombia    |
| Sexto título        |